# Wiedensahl
Wiedensahl – miasto (niem. Flecken) w Niemczech, w kraju związkowym Dolna Saksonia, w powiecie Schaumburg, wchodzi w skład gminy zbiorowej Niedernwöhren.